# Wahlkreis Leipzig, Land II
Der Wahlkreis Leipzig, Land II war ein Landtagswahlkreis zur Landtagswahl in Sachsen 1990, der ersten Landtagswahl nach der Wiedergründung des Landes Sachsen. Er hatte die Wahlkreisnummer 14. Für die Landtagswahlen 1994 wurde auch infolge der Kreisreform die Wahlkreisstruktur verändert, zudem wurde die Zahl der Wahlkreise von 80 auf 60 verringert. Das Gebiet des Wahlkreises Leipzig, Land II  wurde auch infolge von Eingemeindungen nach Leipzig und Gebietsveränderungen auf mehrere Wahlkreise verteilt, darunter die Wahlkreise Leipziger Land 2 und 3.
Der Wahlkreis umfasste folgende Gemeinden und Städte des Landkreises Leipzig-Land, die vor allem im Süden und Westen des Landkreises lagen: Böhlitz-Ehrenberg, Burghausen, Frankenheim, Gaschwitz, Göhrenz, Großdalzig, Großdeuben, Großlehna,
Hartmannsdorf, Kitzen, Knautnaundorf, Kulkwitz, Lausen, Markkleeberg, Markranstädt, Miltitz, Quesitz, Räpitz, Rückmarsdorf, Scheidens, Schkorlopp, Störmthal, Wachau  und Zwenkau.

## Ergebnisse
Die Landtagswahl 1990 fand am 14. Oktober 1990 statt und hatte folgendes Ergebnis für den Wahlkreis Leipzig, Land II:
| Direktkandidat | Partei (Kürzel) | Erststimmen (%) | Zweitstimmen (%) |
| -------------- | --------------- | --------------- | ---------------- |
|                | DA              | 00,8            | 00,5             |
| Günter Krone   | CDU             | 47,4            | 48,5             |
|                | Chr. L          | -               | 00,2             |
|                | DBU             | 00,5            | 00,4             |
|                | DSU             | 04,7            | 03,9             |
|                | F.D.P.          | 06,8            | 06,7             |
|                | LL-PDS          | 07,8            | 07,5             |
|                | NPD             | -               | 00,6             |
|                | FORUM           | 07,6            | 06,0             |
|                | RAP             | -               | 00,1             |
|                | SHB             | -               | 00,1             |
|                | SPD             | 25,3            | 25,7             |

Es waren 46,893 Personen wahlberechtigt. Die Wahlbeteiligung lag bei 73,5 %. Von den abgegebenen Stimmen waren 2,4 % ungültig. Als Direktkandidat wurde Günter Krone (CDU) gewählt. Er erreichte 47,4 % aller gültigen Stimmen.